# Laphria auriflua
Laphria auriflua là một loài ruồi trong họ Asilidae. Laphria auriflua được Gerstaecker miêu tả năm 1862. Loài này phân bố ở vùng Cổ Bắc giới.